# Kavuncu, İpekyolu
Kavuncu là một xã thuộc huyện İpekyolu, tỉnh Van, Thổ Nhĩ Kỳ. Dân số thời điểm năm 2011 là 1.563 người.